# دی.ام. مارشمن جونیور
دی. ام. مارشمن جونیور (انگلیسی: Donald McGill Marshman, Jr؛ زاده ۲۱ دسامبر ۱۹۲۲) یک نویسنده، نمایش‌نامه‌نویس، فیلم‌نامه‌نویس اهل ایالات متحده آمریکا است.
جایزه اسکار بهترین فیلم‌نامه غیراقتباسی بخاطر فیلم سان‌ست بلوار